# Vêtement en PVC

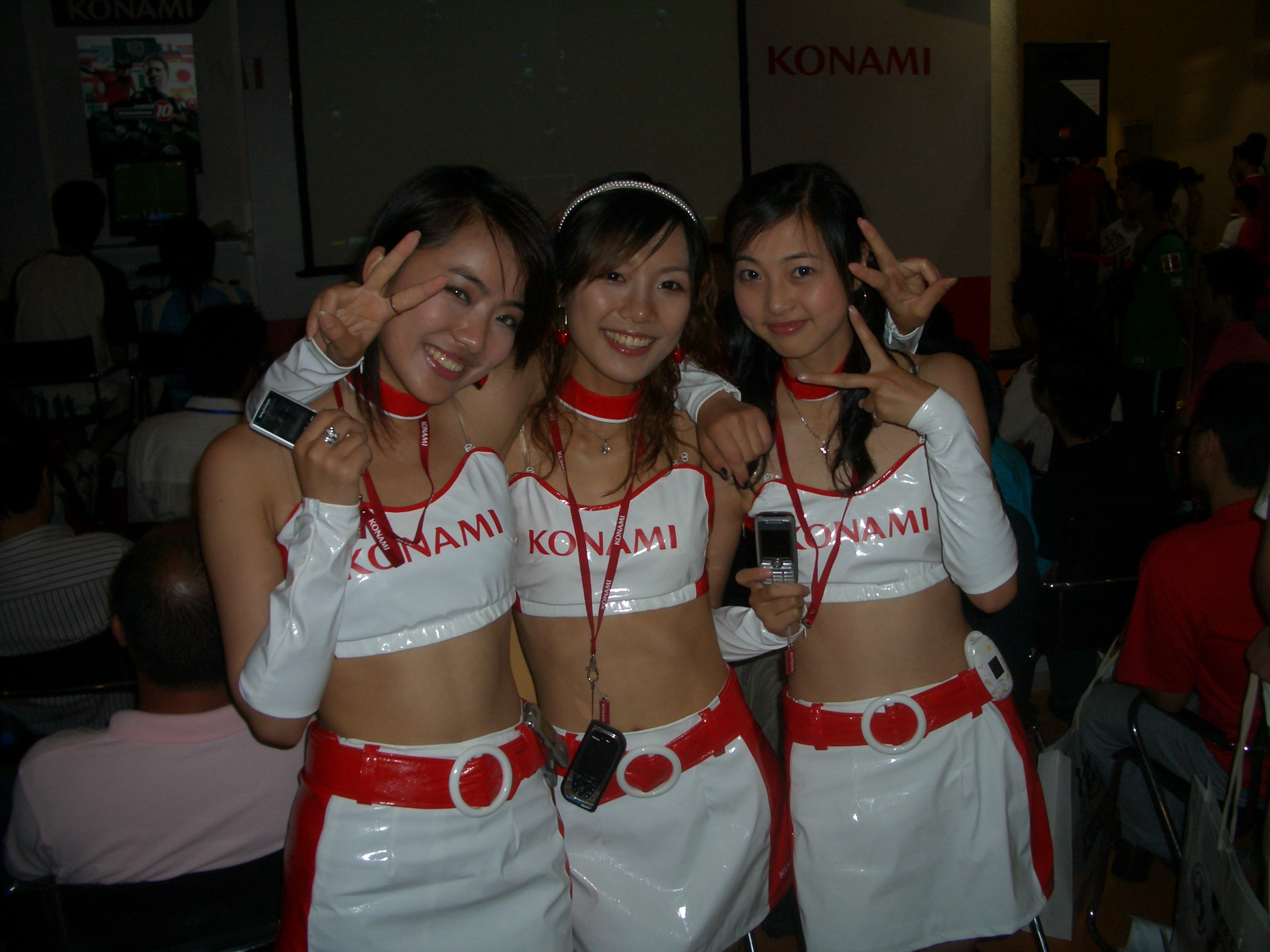
Trois jeunes filles portant des hauts et jupes en PVC.

Le vêtement en PVC, communément désigné comme vêtement en vinyle, est un vêtement brillant fabriqué à base de matériau plastique dérivé du polychlorure de vinyle (PVC). Le plastique de PVC est également appelé vinyle. Pour cette raison, ce type de vêtement est également nommé vêtement en vinyle.
Le PVC peut avoir différents coloris (noir, rouge, blanc, bleu, orange, rose, avec rayures, etc.), qui ajoute une stimulation visuelle au toucher. Les couleurs fréquemment aperçues sont le noir et le rouge. Le vêtement en PVC est associé à un look rétro-futuriste, à la mode punk et au fétichisme du cuir notamment. Dans certaines villes, ce type de vêtement est répandu, en particulier dans les grandes villes telles que Berlin, Londres, New York, Montréal ou San Francisco.

## Histoire
La matière plastique fut utilisée dans la fabrication des vêtements dès son invention, en particulier pour les imperméables. Cependant, le vêtement en PVC se popularise et devient une mode dès les années 1960 et 1970. À cette époque, les stylistes considéraient alors le PVC comme une matière idéale dans la conception des vêtements aux allures futuristes. Des stylistes tels que Pierre Cardin et André Courrèges, ont utilisé le PVC dans leurs collections. Des bottes, manteaux, imperméables et jupes, parmi d'autres types d'habits, sont vendus sous différents coloris, voire transparents, et modérément portés en public. Des nombreux médias montraient ce type de vêtement en PVC comme dans la série britannique Chapeau melon et bottes de cuir. Par la suite, ces vêtements deviennent associés au fétichisme du caoutchouc.
Au milieu des années 1990, les vêtements en PVC se popularisent parmi les jeunes individus, particulièrement les manteaux, les jupes et pantalons, qui font également leur apparition dans les médias,. Au milieu des années 1990, ces vêtements étaient portés par des actrices/acteurs, mannequins, présentatrices/présentateurs, chanteuses/chanteurs et autres célébrités à la télévision ou dans les magazines. Le PVC semblerait rester populaire dans la scène fétichiste,. Depuis 2010, le PVC est une mode ciblée parmi les hommes[réf. souhaitée].

## Médias
Dans une scène du film Voyage à deux (1967), l'actrice britannique Audrey Hepburn apparaît habillée d'un pantalon noir en PVC de la marque Paco Rabanne. Dans certaines scènes de la série télévisée Along Came a Spider (1970), l'actrice américaine Suzanne Pleshette apparaît avec un manteau rouge en PVC. Dans un épisode du sitcom intitulé The Nanny, Fran Drescher est vue portant un vêtement rouge en PVC, également.
Dans la 244e édition (novembre 1995) du magazine Playboy brésilien, Maira Rocha porte un pantalon noir en PVC de la marque Lucy in the Sky. La personnalité britannique Zoë Ball (en) porte un pantalon en PVC dans le programme télévisé Shooting Stars (en).
En 2010, Mary Nightingale porte un catsuit noir en PVC lors d'une émission de charité intitulée Newsroom's Got Talent. Les vêtements en PVC apparaissent également dans The Matrix et à la télévision portés par des stars telles que Britney Spears, Nicole Scherzinger et Jennifer Lopez.